# Le Pontet (Savoie)
Pour les articles homonymes, voir Le Pontet.
Le Pontet est une commune française située dans le département de la Savoie, en région Auvergne-Rhône-Alpes.

## Urbanisme

### Typologie
Au 1er janvier 2024, Le Pontet est catégorisée commune rurale à habitat très dispersé, selon la nouvelle grille communale de densité à sept niveaux définie par l'Insee en 2022.
Elle est située hors unité urbaine. Par ailleurs la commune fait partie de l'aire d'attraction de Valgelon-La Rochette, dont elle est une commune de la couronne,. Cette aire, qui regroupe 13 communes, est catégorisée dans les aires de moins de 50 000 habitants,.

### Occupation des sols
L'occupation des sols de la commune, telle qu'elle ressort de la base de données européenne d’occupation biophysique des sols Corine Land Cover (CLC), est marquée par l'importance des forêts et milieux semi-naturels (73,5 % en 2018), une proportion sensiblement équivalente à celle de 1990 (73,6 %). La répartition détaillée en 2018 est la suivante : 
forêts (70,7 %), prairies (26,5 %), milieux à végétation arbustive et/ou herbacée (2,8 %).
L'IGN met par ailleurs à disposition un outil en ligne permettant de comparer l’évolution dans le temps de l’occupation des sols de la commune (ou de territoires à des échelles différentes). Plusieurs époques sont accessibles sous forme de cartes ou photos aériennes : la carte de Cassini (XVIIIe siècle), la carte d'état-major (1820-1866) et la période actuelle (1950 à aujourd'hui).

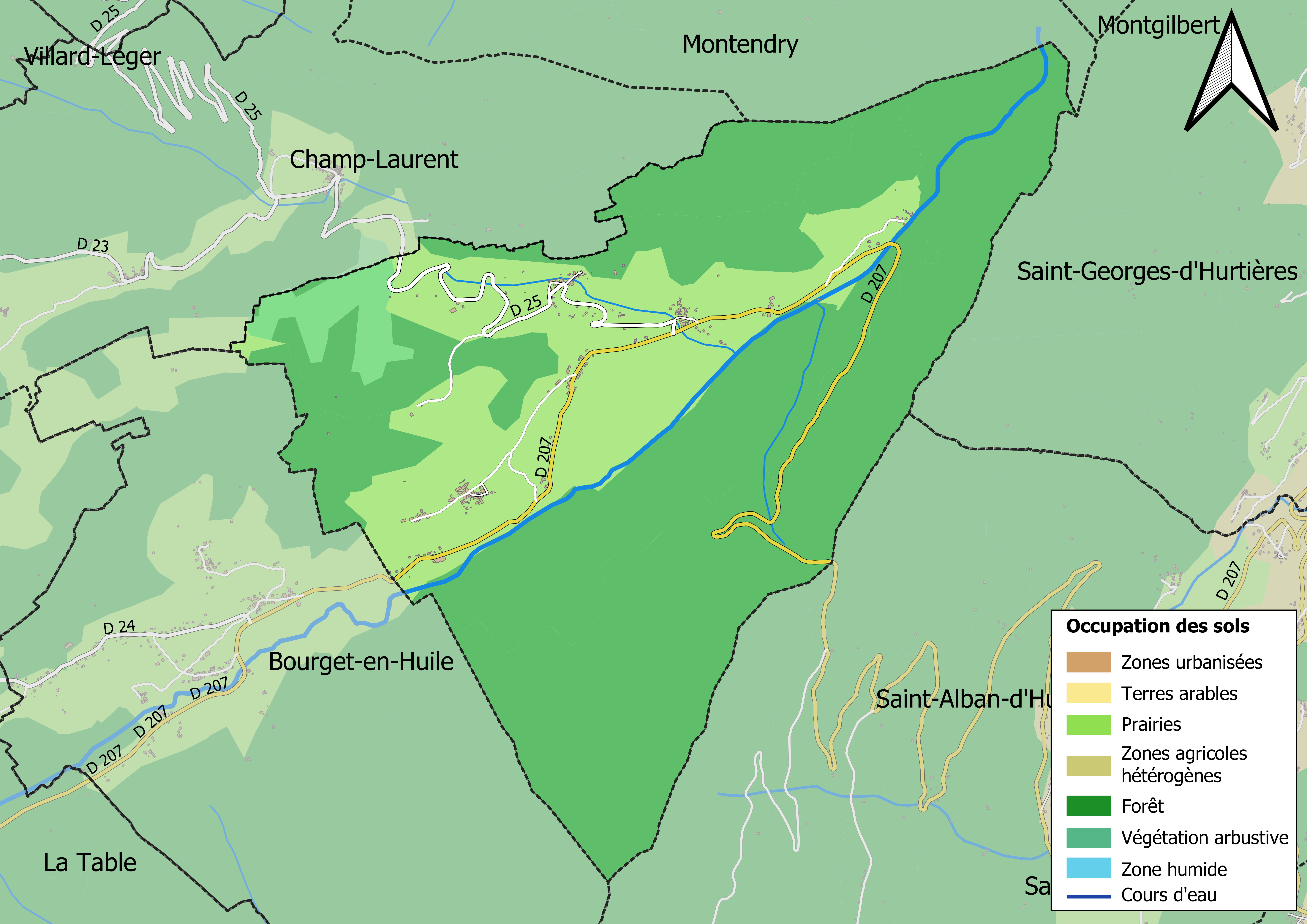
Carte des infrastructures et de l'occupation des sols en 2018 (CLC) de la commune.
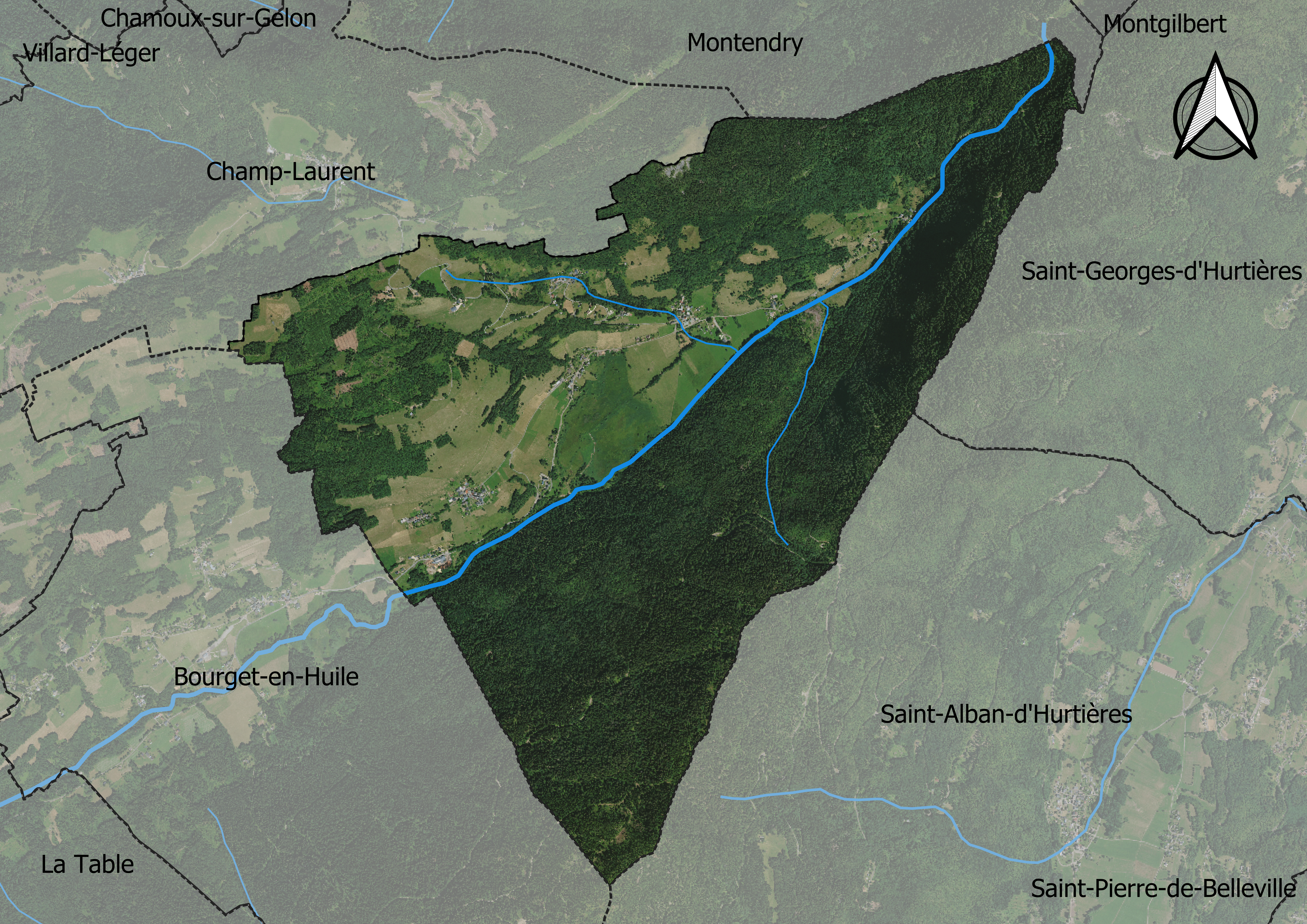
Carte orthophotogrammétrique de la commune.

## Toponymie
En francoprovençal, le nom de la commune s'écrit Le Ponté, selon la graphie de Conflans.

## Histoire
Au Moyen Âge, Jacques seigneur de Montmayeur est dit "seigneur du Pontet" en 1444 et 1447. Il tient cette seigneurie en fief du duc Louis Ier de Savoie.
Au XVIe siècle, la paroisse du Pontet est appauvrie par les destructions de Lesdiguières ; la cure et l’église sont dévastées en 1597 et ne seront reconstruites qu'en 1670. L'église sera ensuite totalement détruite lors de la Révolution, et son curé, le révérend Mathieu Brun, part en exil, ne revenant qu'en 1796, se cachant pendant 4 ans dans les granges de Subleyran, célébrant les messes dans les bois. La reconstruction dura de 1820 à 1868, elle se termina par l’installation de la flèche pyramidale du clocher, haute de 8 mètres. Le clocher abrite deux cloches fondues chez Paccard.

## Politique et administration
| Période                                  | Période   | Identité       | Étiquette | Qualité |
| ---------------------------------------- | --------- | -------------- | --------- | ------- |
| mars 2001                                | mars 2008 | Alain Geoffroy | ...       | ...     |
| juillet 2020                             | En cours  | André DAZY     |           | Maire   |
| Les données manquantes sont à compléter. |           |                |           |         |

La commune est membre de la Communauté de communes Cœur de Savoie. Elle appartient au Territoire du Cœur de Savoie, qui regroupe une quarantaine de communes de la Combe de Savoie et du Val Gelon.

## Démographie
L'évolution du nombre d'habitants est connue à travers les recensements de la population effectués dans la commune depuis 1793. Pour les communes de moins de 10 000 habitants, une enquête de recensement portant sur toute la population est réalisée tous les cinq ans, les populations de référence des années intermédiaires étant quant à elles estimées par interpolation ou extrapolation. Pour la commune, le premier recensement exhaustif entrant dans le cadre du nouveau dispositif a été réalisé en 2006.

En 2022, la commune comptait 133 habitants, en évolution de +6,4 % par rapport à 2016 (Savoie : +3,63 %, France hors Mayotte : +2,11 %).
| 1793 | 1800 | 1806 | 1822 | 1838 | 1848 | 1858 | 1861 | 1866 |
| ---- | ---- | ---- | ---- | ---- | ---- | ---- | ---- | ---- |
| 248  | 468  | 489  | 490  | 593  | 581  | 546  | 572  | 603  |

| 1872 | 1876 | 1881 | 1886 | 1891 | 1896 | 1901 | 1906 | 1911 |
| ---- | ---- | ---- | ---- | ---- | ---- | ---- | ---- | ---- |
| 580  | 621  | 647  | 630  | 549  | 510  | 508  | 508  | 492  |

| 1921 | 1926 | 1931 | 1936 | 1946 | 1954 | 1962 | 1968 | 1975 |
| ---- | ---- | ---- | ---- | ---- | ---- | ---- | ---- | ---- |
| 417  | 369  | 351  | 286  | 234  | 182  | 170  | 140  | 99   |

| 1982 | 1990 | 1999 | 2006 | 2011 | 2016 | 2021 | 2022 | - |
| ---- | ---- | ---- | ---- | ---- | ---- | ---- | ---- | - |
| 94   | 104  | 112  | 123  | 146  | 125  | 128  | 133  | - |

## Culture locale et patrimoine

### Lieux et monuments

L'église Saint-Nicolas.

- L'église Saint-Nicolas.